# Chalodeta epijessa
Chalodeta epijessa är en fjärilsart som beskrevs av Prittwitz 1865. Chalodeta epijessa ingår i släktet Chalodeta och familjen Riodinidae. Inga underarter finns listade i Catalogue of Life.